# Lee Kwang-soo
Lee Kwang-su (tiếng Hàn: 이광수; sinh ngày 14 tháng 7 năm 1985) là một nam diễn viên, diễn viên hài, nghệ sĩ giải trí và người mẫu người Hàn Quốc. Anh xuất hiện lần đầu trong bộ phim sitcom Ông ấy đến rồi (2008). Sau đó, anh nhận được thêm sự công nhận cho các vai diễn trong bộ phim Chỉ có thể là yêu (2014), Confession (2014), Collective Inocate (2015), Puck! (2016), Tiếng gọi con tim (2016) và Live (2018).
Bên cạnh diễn xuất, Lee Kwang-soo còn được biết đến là thành viên chính của chương trình tạp kỹ thực tế Hàn Quốc Running Man kể từ năm 2010 đến tháng 5 năm 2021.

## Sự nghiệp
Lee Kwang-soo bắt đầu sự nghiệp giải trí với tư cách là một người mẫu vào năm 2007. Anh xuất hiện lần đầu tiên trong bộ phim sitcom Ông ấy đến rồi năm 2008, sau đó là Gia đình là số một (phần 2).
Sự nổi tiếng của Lee Kwang-soo tăng lên sau khi tham gia chương trình tạp kỹ thực tế Good Sunday của SBS, Running Man, có được biệt danh "Hoàng tử châu Á" nhờ số lượng lớn của người hâm mộ ở nước ngoài. Trong năm 2010 và 2011, Lee Kwang-soo đã giành được các giải thưởng liên tiếp tại SBS Entertainment Awards cho "New Star Award" và "Best Newcomer in Variety".
Năm 2012, Lee Kwang-soo đóng vai phụ trong các bộ phim hài lãng mạn Wonderful Radio và All About My Wife, và phim kinh dị The Scent. Cuối năm đó, anh tái hợp trên màn ảnh với thành viên cũ Running Man và bạn thân ngoài đời thực Song Joong-ki trong bộ phim truyền hình Chàng trai tốt bụng.
Năm 2013, sau một vai phụ khác trong A Wonderful Moment, Lee Kwang-soo lồng tiếng cho nhân vật chính Marco trong bộ phim hoạt hình Maritime Police Marco, cùng với thành viên của Running Man, Song Ji-hyo, người lồng tiếng cho Lulu.
Lee Kwang-soo đã công khai tuyên bố rằng anh muốn đóng vai một nhân vật phản diện trong phim truyền hình hoặc phim điện ảnh, và anh đã có được ước muốn của mình khi được chọn vào vai Hoàng tử ImHae (anh trai phản diện với Vua GwangHae) trong bộ phim truyền hình Nữ thần lửa. Trong khi quay Nữ thần lửa, anh đã tham gia vào một chiến dịch bảo tồn năng lượng cùng với nữ diễn viên nhí Kim Yoo-bin.
Vào ngày 17 tháng 8 năm 2013, Lee Kwang-soo đã tổ chức cuộc họp fan hâm mộ riêng đầu tiên trong sự nghiệp tại Singapore. Tham dự bởi 2.000 người hâm mộ, nó được coi là một thành công. Anh ấy đã tổ chức một buổi khác tại Malaysia vào ngày 4 tháng 1 năm 2014, với sự tham gia của gần 3.000 người hâm mộ.
Năm 2014, Lee Kwang-soo đóng vai chính đầu tiên trên màn ảnh rộng trong Confession. Bộ phim kể về ba người bạn (do Ji Sung, Joo Ji-hoon, và Lee Kwang-soo thủ vai) có tình bạn bị phá hủy sau khi dính vào một vụ án giết người. Sau đó, anh trở lại truyền hình với bộ phim tình cảm y khoa Chỉ có thể là yêu, vào vai một bệnh nhân mắc hội chứng Tourette, một chứng rối loạn thần kinh đặc trưng bởi các cử động lặp đi lặp lại, rập khuôn, không tự nguyện và được gọi là tics. Lee Kwang-soo và Hwang Chan-sung (2PM) sau đó đóng vai chính trong bộ phim Gia đình lựu đạn, kể về năm anh em cãi nhau sống ở làng Deoksu.
Vào năm 2015, Lee Kwang-soo đóng vai nhân vật chính trong Bạn trai tôi là người cá, người bị ảnh hưởng bởi tác dụng phụ từ một loại thuốc nghiện mới được giới thiệu. Bạn trai tôi là người cá đã được trình chiếu trong phần Vanguard của Liên hoan phim quốc tế Toronto 2015, đánh dấu sự xuất hiện trên thảm đỏ đầu tiên của Lee Kwang-soo tại một liên hoan phim quốc tế. Anh cũng tham gia bộ phim truyền hình dài hai tập Puck!, Trong đó anh vào vai một con cá mập cho vay tham gia một câu lạc bộ khúc côn cầu trên băng của trường đại học. Bộ phim được phát sóng vào ngày 1 tháng 1 năm 2016. Cùng năm đó, anh được bổ nhiệm làm đại sứ của "Hội chợ Triển lãm Thương hiệu & Giải trí Hàn Quốc 2015" và nhận được sự khen ngợi từ bộ trưởng thương mại vì đã thúc đẩy ngành công nghiệp Hallyu.
Năm 2016, Lee Kwang-soo đóng vai chính trong Đoàn tùy tùng của tvN, phiên bản làm lại của Hàn Quốc trong loạt phim Mỹ. Sau đó, anh được chọn tham gia bộ phim sitcom Tiếng gọi con tim của KBS, dựa trên webtoon cùng tên. Bộ phim truyền hình trên web là một thành công ở cả Hàn Quốc và Trung Quốc, đạt 100 triệu trên Sohu TV và đứng số 1 trong số các bộ phim truyền hình Hàn Quốc trên trang web.
Vào tháng 9 năm 2017, nó đã được xác nhận rằng Lee sẽ là một thành viên cố định trong chương trình thực tế của Netflix, Busted!.
Năm 2018, Lee đóng vai chính trong bộ phim hài tội phạm The Accidental Detective 2: In Action, phần tiếp theo của bộ phim năm 2015, và bộ phim truyền hình Live của Noh Hee-kyung. Cùng năm đó, anh được chọn tham gia bộ phim hài Thằng em lý tưởng và bộ phim cờ bạc Tazza 3.
Ngày 27 tháng 4 năm 2021, công ty quản lý của Kwang-soo thông báo rằng anh ấy sẽ rời Running Man để tập trung vào việc điều trị và phục hồi sau tai nạn. Buổi ghi hình cuối cùng của anh tại chương trình diễn ra vào ngày 24 tháng 5 năm 2021.

## Đời tư
Vào ngày 31 tháng 12 năm 2018, Lee Kwang-soo thông báo rằng anh đã hẹn hò với nữ diễn viên Lee Sun-bin kể từ tháng 7 năm 2018.

### Tai nạn
Ngày 15 tháng 2 năm 2020, Lee Kwang Soo đang ở trong xe hơi để di chuyển đến lịch trình cá nhân thì bất ngờ bị một chiếc xe vi phạm tín hiệu giao thông (cụ thể là vượt đèn đỏ) đâm phải. Sau khi trải qua một kiểm tra chi tiết tại bệnh viện, anh ấy đã được chẩn đoán bị gãy mắt cá chân phải. Chính sự việc này khiến anh phải rời Running man vào tháng 5 năm 2021. Công ty quản lý của anh cho biết:
Sau khi bị thương do tai nạn xe hơi vào năm ngoái, Lee Kwang-soo thường xuyên tiếp nhận vật lý trị liệu. Dù vậy, đã có lúc anh ấy cảm thấy rất khó để duy trì thể trạng tốt nhất trong quá trình quay Running Man. Do đó, Lee Kwang-soo đã có những cuộc thảo luận kéo dài với đội ngũ sản xuất, các thành viên đồng nghiệp cũng như công ty quản lý. Cuối cùng anh ấy quyết định rằng mình cần thời gian để nghỉ ngơi, hồi phục cả về thể chất lẫn tinh thần.

## Danh sách phim

### Phim
| Năm  | Nhan đề                     | Vai             | Ng.           |
| ---- | --------------------------- | --------------- | ------------- |
| 2011 | Anh hùng xung trận          | Moon-di         | [ 41 ]        |
| 2012 | Radio diệu kỳ               | Cha Dae-geun    | [ 7 ]         |
| 2012 | The Scent                   | Gi-poong        | [ 8 ]         |
| 2012 | Yêu vợ tôi đi               | PD Choi         | [ 42 ]        |
| 2013 | A Wonderful Moment          | Kim Jung-il     | [ 11 ]        |
| 2013 | Maritime Police Marco       | Marco           | [ 12 ] [ 13 ] |
| 2013 | Walking with Dinosaurs 3D   | Patchi          | [ 43 ] [ 44 ] |
| 2014 | Confession                  | Min-soo         | [ 20 ]        |
| 2014 | Gia đình lựu đạn            | Constable Park  | [ 22 ]        |
| 2015 | Bạn trai tôi là người cá    | Park Goo        | [ 23 ]        |
| 2018 | Thám tử gà mơ: Bộ ba khó đỡ | Yeo Chi         | [ 31 ]        |
| 2019 | Thằng em lý tưởng           | Park Dong-goo   | [ 33 ]        |
| 2019 | Tazza: One Eyed Jack        | Jo Kkachi       | [ 34 ]        |
| 2021 | Sinkhole                    | Kim Seung-hyeon | [ 45 ]        |
| 2022 | The Pirates: Goblin Flag    | Mak-yi          |               |

### Phim truyền hình
| Năm       | Nhan đề                         | Vai                                                    | Kênh      | Ng.    |
| --------- | ------------------------------- | ------------------------------------------------------ | --------- | ------ |
| 2008      | Công lí và định mệnh            | Oh Kwang-chul                                          | SBS       |        |
| 2008–2009 | Ông ấy đến rồi                  | Oh Man-soo                                             | MBC       | [ 46 ] |
| 2009–2010 | Gia đình là số một (phần 2)     | Lee Kwang-soo                                          | MBC       | [ 3 ]  |
| 2010      | Hoàng cung dậy sóng             | Park Young-dal                                         | MBC       | [ 47 ] |
| 2011      | Thợ săn thành phố               | Go Ki-joon                                             | SBS       | [ 48 ] |
| 2011–2012 | Tiệm rau của anh chàng độc thân | Nam Yoo-bong                                           | Channel A | [ 49 ] |
| 2012      | Chàng trai tốt bụng             | Park Jae-gil                                           | KBS2      | [ 10 ] |
| 2013      | Trung tâm mai mối Cyrano        | Choi Dal-in (Khách mời, tập 6-8)                       | tvN       | [ 50 ] |
| 2013      | Nữ thần lửa                     | Hoàng tử ImHae                                         | MBC       | [ 14 ] |
| 2013      | Ngôi sao khoai tây              | Mối tình đầu của Bo-young (Khách mời, tập 18)          | tvN       | [ 51 ] |
| 2014      | Secret Love                     | Lee Tae-yang (tập 7-8: "A Seven Day Summer")           | Dramacube | [ 52 ] |
| 2014      | Chỉ có thể là yêu               | Park Soo-kwang                                         | SBS       | [ 53 ] |
| 2015      | Cô gái nhìn thấy mùi hương      | Chính mình (Khách mời, tập 1)                          | SBS       | [ 54 ] |
| 2016      | Puck!                           | Jo Joon-man                                            | SBS       | [ 25 ] |
| 2016      | Hậu duệ mặt trời                | Nhân viên cửa hàng bắn súng đồ chơi (Khách mời, tập 1) | KBS2      | [ 55 ] |
| 2016      | Tình bạn tuổi xế chiều          | Yoo Min-ho (Khách mời)                                 | tvN       | [ 56 ] |
| 2016      | Đoàn tùy tùng                   | Cha Joon                                               | tvN       | [ 27 ] |
| 2016–2017 | Tiếng gọi con tim               | Jo Suk                                                 | KBS2      | [ 28 ] |
| 2016–2017 | Hoa lang                        | Mak-moon (Khách mời, tập 1-2)                          | KBS2      | [ 57 ] |
| 2017      | The Best Hit                    | Yoon-ki (Khách mời, tập 2)                             | KBS2      | [ 58 ] |
| 2018      | Live                            | Yeom Sang-soo                                          | tvN       | [ 32 ] |

### Chương trình truyền hình thực tế
| Năm       | Tên chương trình      | Ghi chú                                 | Kênh             | Ng.           |
| --------- | --------------------- | --------------------------------------- | ---------------- | ------------- |
| 2010–2021 | Running Man           | Thành viên cố định                      | SBS              |               |
| 2015      | Perhaps Love Season 2 | Thành viên cố định (cùng với Lynn Hung) | Hubei Television | [ 59 ]        |
| 2018      | Busted!               | Thành viên cố định                      | Netflix          | [ 30 ] [ 60 ] |

### Video ca nhạc
| Năm  | Tên bài hát                                                | Nghệ sĩ                                                                   | Ng.    |
| ---- | ---------------------------------------------------------- | ------------------------------------------------------------------------- | ------ |
| 2011 | "격산타우 (Kyuksantawoo)"                                  | Leessang                                                                  |        |
| 2012 | "Oh Fresh Men" (Nhạc phim Tiệm rau của anh chàng độc thân) | VF6DOLE (cùng với Ji Chang-wook, Kim Young-kwang, Shin Won-ho và Sung Ha) |        |
| 2012 | "Busan Vacance"                                            | Skull và Haha                                                             |        |
| 2012 | "Fanta CF"                                                 | Baek Jin-hee và Kang Seung-yoon (WINNER)                                  |        |
| 2013 | "Fanta Idol Season 1"                                      | Jung Eun-ji và Niel (Teen Top)                                            |        |
| 2013 | "Fanta Idol Season 2"                                      | Niel (Teen Top) và Jung Eun-ji                                            |        |
| 2013 | "You Are the Best" Teaser                                  | Byul                                                                      |        |
| 2013 | "Runaway"                                                  | KARA                                                                      |        |
| 2015 | "Again"                                                    | Turbo                                                                     | [ 61 ] |
| 2016 | "MOMOMO"                                                   | Cosmic Girls                                                              | [ 62 ] |

## Hoạt động âm nhạc

### EP hợp tác
| Ca khúc thể hiện   | Thời gian phát hành | Nghệ sĩ hợp tác                                                                        | Album                                      | Ng.    |
| ------------------ | ------------------- | -------------------------------------------------------------------------------------- | ------------------------------------------ | ------ |
| "I Like It" (좋아) | 22 tháng 9 năm 2019 | Yoo Jae-suk, Jee Seok-jin, Kim Jong-kook, Haha, Song Ji-hyo, Jeon So-min, Yang Se-chan | Running Man Fan Meeting: Project Running 9 | [ 63 ] |

## Giải thưởng và đề cử
| Năm  | Giải thưởng                                                         | Hạng mục                                                     | (Những) Người / Tác phẩm được đề cử         | Kết quả   | Tham khảo     |
| ---- | ------------------------------------------------------------------- | ------------------------------------------------------------ | ------------------------------------------- | --------- | ------------- |
| 2008 | 2nd Mnet 20's Choice Awards                                         | Hot CF Star                                                  | —                                           | Đoạt giải | [ 64 ]        |
| 2008 | Giải thưởng giải trí MBC lần thứ 8 (8th MBC Entertainment Awards)   | Người mới xuất sắc nhất trong phim hài / Sitcom              | Ông ấy đến rồi                              | Đề cử     |               |
| 2009 | 4th Asia Model Festival Awards                                      | CF Model Award                                               | —                                           | Đoạt giải | [ 65 ]        |
| 2010 | Giải thưởng giải trí SBS lần thứ 4 (4th SBS Entertainment Awards)   | Giải thưởng Ngôi sao mới                                     | Running Man                                 | Đề cử     |               |
| 2011 | Giải thưởng giải trí SBS lần thứ 5 (5th SBS Entertainment Awards)   | Best Newcomer in Variety                                     | Running Man                                 | Đoạt giải | [ 6 ]         |
| 2012 | 48th Baeksang Arts Awards                                           | Diễn viên mới xuất sắc nhất                                  | Radio diệu kỳ                               | Đề cử     |               |
| 2012 | 33rd Blue Dragon Film Awards                                        | Diễn viên mới xuất sắc nhất                                  | Yêu vợ tôi đi                               | Đề cử     |               |
| 2012 | 26th KBS Drama Awards                                               | Nam diễn viên phụ xuất sắc nhất                              | Chàng trai tốt bụng                         | Đề cử     |               |
| 2013 | Giải thưởng giải trí SBS lần thứ 7 (7th SBS Entertainment Awards)   | Friendship Award                                             | Running Man                                 | Đoạt giải | [ 66 ]        |
| 2013 | Giải thưởng giải trí SBS lần thứ 7 (7th SBS Entertainment Awards)   | Giải thưởng Cặp đôi đẹp nhất (với Jee Seok-jin)              | Running Man                                 | Đề cử     | [ 66 ]        |
| 2013 | Giải thưởng giải trí SBS lần thứ 7 (7th SBS Entertainment Awards)   | Viewer's Most Popular Award (với các thành viên Running man) | Running Man                                 | Đoạt giải | [ 66 ]        |
| 2014 | 7th Korea Drama Awards                                              | Giải thưởng diễn viên xuất sắc                               | Chỉ có thể là yêu                           | Đoạt giải | [ 67 ]        |
| 2014 | 3rd APAN Star Awards                                                | Giải Ngôi sao nổi tiếng (hạng mục diễn viên)                 | Chỉ có thể là yêu                           | Đoạt giải | [ 68 ]        |
| 2014 | Giải thưởng giải trí SBS lần thứ 8 (8th SBS Entertainment Awards)   | Giải thưởng Xuất sắc (Hạng mục Tạp kỹ)                       | Running Man                                 | Đoạt giải | [ 69 ]        |
| 2014 | Giải thưởng giải trí SBS lần thứ 8 (8th SBS Entertainment Awards)   | Special Award, Actor in a Miniseries                         | Chỉ có thể là yêu                           | Đoạt giải | [ 70 ]        |
| 2015 | Hong Kong’s YouTube Ads Leaderboard                                 | Giải thưởng thương mại xuất sắc nhất mùa một năm 2015        | Nestle’s Fruitips Ad                        | Đoạt giải | [ 71 ]        |
| 2015 | Fashionista Awards                                                  | Thời trang nam xuất sắc nhất                                 | —                                           | Đoạt giải | [ 72 ]        |
| 2016 | Sina Weibo Night Awards                                             | Giải thưởng Phổ biến Châu Á                                  | —                                           | Đoạt giải | [ 73 ]        |
| 2016 | Jumei Awards Ceremony                                               | Variety Influence                                            | —                                           | Đoạt giải | [ 74 ]        |
| 2016 | 4th Annual DramaFever Awards                                        | Best Bromance (với Kim Jong-Kook)                            | Running Man                                 | Đoạt giải | [ 75 ]        |
| 2016 | 7th Korean Popular Culture & Arts Awards                            | Giải thưởng của Thủ tướng Chính phủ                          | —                                           | Đoạt giải | [ 76 ]        |
| 2016 | 15th KBS Entertainment Awards                                       | Hot Issue Variety Award                                      | Tiếng gọi con tim                           | Đoạt giải | [ 77 ]        |
| 2016 | 15th KBS Entertainment Awards                                       | Giải thưởng cặp đôi đẹp nhất (với Jung So-min)               | Tiếng gọi con tim                           | Đoạt giải | [ 77 ]        |
| 2016 | Giải thưởng giải trí SBS lần thứ 10 (10th SBS Entertainment Awards) | Giải thưởng xuất sắc hàng đầu trong các chương trình đa dạng | Running Man                                 | Đoạt giải | [ 78 ]        |
| 2016 | Giải thưởng giải trí SBS lần thứ 10 (10th SBS Entertainment Awards) | Annoying Guy Award                                           | Running Man                                 | Đoạt giải | [ 78 ]        |
| 2017 | 6th Korea Film Actors Association Awards                            | Giải thưởng giải trí hàng đầu                                | —                                           | Đoạt giải | [ 79 ] [ 80 ] |
| 2017 | Giải thưởng giải trí SBS lần thứ 11 (11th SBS Entertainment Awards) | Giải thưởng cặp đôi đẹp nhất                                 | Lee Kwang-soo (với Jeon So-min) Running Man | Đoạt giải | [ 81 ]        |
| 2017 | Giải thưởng giải trí SBS lần thứ 11 (11th SBS Entertainment Awards) | Giải thưởng Ngôi sao toàn cầu                                | Với các thành viên Running Man              | Đoạt giải | [ 82 ] [ 83 ] |
| 2018 | 2018 Korea Best Star Awards                                         | Giải thưởng ngôi sao được yêu thích nhất                     | Thám tử gà mơ: Bộ ba khó đỡ                 | Đoạt giải | [ 84 ]        |
| 2018 | Giải thưởng giải trí SBS lần thứ 12 (12th SBS Entertainment Awards) | Giải thưởng cặp đôi đẹp nhất                                 | Lee Kwang-soo (với Jeon So-min) Running Man | Đề cử     | [ 85 ] [ 86 ] |
| 2018 | Giải thưởng giải trí SBS lần thứ 12 (12th SBS Entertainment Awards) | Popularity Award                                             | Running Man                                 | Đoạt giải | [ 85 ] [ 86 ] |
| 2020 | Giải thưởng giải trí SBS lần thứ 14 (14th SBS Entertainment Awards) | Giải Nội dung Vàng                                           | Với các thành viên Running Man              | Đoạt giải | [ 87 ]        |